# Bernat Solé
Bernat Solé i Barril (Agramunt, 30 de enero de 1975) es un ingeniero industrial y político español, diputado en el Parlamento de Cataluña en la undécima y duodécima legislaturas. El 21 de marzo de 2020 tomó posesión como consejero de Acción Exterior, Relaciones Institucionales y Transparencia en sustitución de Alfred Bosch.

## Biografía
Licenciado en ingeniería industrial superior por la Universidad Politécnica de Cataluña. Ha trabajado como ingeniero en el ámbito empresarial, por cuenta propia y es profesor de tecnología. Afiliado a Esquerra Republicana de Cataluña desde 2006,  ha sido secretario de comunicación de la Ejecutiva Comarcal de la Urgell. Formó parte de las listas de este partido a las elecciones en el Parlamento de Cataluña de 2006 y fue elegido concejal de Agramunt en las elecciones municipales de 2007. En las elecciones municipales de 2011 fue escogido por mayoría absoluta alcalde de Agramunt, cargo que revalidó también con sendas mayorías absolutas a las elecciones municipales de 2015 y a las del 2019 . Ha sido miembro de la Comisión de Urbanismo de Cataluña.
Fue diputado por Lérida dentro de la lista de Junts pel Sí en las elecciones en el Parlamento de Cataluña de 2015, del cual fue el presidente de la Comisión de Trabajo. Vinculado en el mundo asociativo, ha sido miembro del Agrupament Escolta de Agramunt (1987-2004), del cual fue Cap d'Agrupament, y miembro de la Cobla Jovenívola d'Agramunt (1987-2006). También fue director del Grupo Caramellaire Aires del Sió y jugador del Bàsquet Agramunt Club.
En las elecciones en el Parlamento de Cataluña de 2017 fue escogido diputado con la lista de Esquerra Republicana de Cataluña-Cataluña Sí. En las elecciones municipales de 2019 volvió a ser elegido alcalde de Agramunt. El 21 de marzo de 2020 tomó posesión como consejero Acción Exterior, Relaciones Institucionales y Transparencia tras la dimisión de Alfred Bosch por un escándalo sexual.